# Liste d'œuvres d'Antonello de Messine
Cette page liste les œuvres du peintre italien de la Renaissance Antonello de Messine, né vers 1430, et mort en 1479 à Messine en Italie.
La liste s'appuie sur la confrontation de catalogues des œuvres de l'artiste de deux monographies publiées en français entre 1998 et 2011 (cf. bibliographie). Les datations s'appuie sur la monographie la plus récente, de Mauro Lucco (2011).

## Œuvres reconnues
| Image | Titre | Date           | Support et technique Dimensions                                                                                             | Lieu d’exposition                                                     | Ville                       | Pays        |
| ----- | --- | -------------- | --- | --------------------------------------------------------------------- | --------------------------- | ----------- |
|       | Christ en pitié (recto) | vers 1463      | Tempera grasse sur bois 15 × 10,7 cm                                                                                        | Museo Regionale                                                       | Messine                     | Italie      |
|       | La Vierge et l'enfant bénissant avec un franciscain en adoration (verso du précédent)                                                                  | vers 1463      | Tempera grasse sur bois 15 × 10,7 cm                                                                                        | Museo Regionale                                                       | Messine                     | Italie      |
|       | Ecce homo (recto) | 1463-1465      | Tempera grasse sur bois 19,5 × 14,3 cm                                                                                      | Collection privée                                                     | New York                    | États-Unis  |
|       | Saint Jérôme dans le désert (verso du précédent) | 1463-1465      | Tempera grasse sur bois 19,5 × 14,3 cm                                                                                      | Collection privée                                                     | New York                    | États-Unis  |
|       | La Crucifixion | vers 1465      | Tempera sur bois (fruitier, peut-être pêcher) 39,4 × 23,1 cm                                                                | Bruckenthal Museum                                                    | Sibiu                       | Roumanie    |
|       | La Visite des trois anges à Abraham | vers 1465-1468 | Technique mixte sur noyer 21,4 × 29,3 cm                                                                                    | Museo Nazionale della Magna Grecia                                    | Reggio de Calabre           | Italie      |
|       | Saint Jérôme pénitent | vers 1465-1468 | Technique mixte sur noyer 40,2 × 30,2 cm                                                                                    | Museo Nazionale della Magna Grecia                                    | Reggio de Calabre           | Italie      |
|       | Portrait d'homme | 1470-1472      | Tempera grasse sur noyer 27 × 20 cm                                                                                         | Pinacoteca Malaspina                                                  | Pavie                       | Italie      |
|       | Ecce homo | vers 1468-1470 | Huile sur peuplier (?) 40 × 33 cm                                                                                           | Galleria Nazionale di Palazzo Spinola                                 | Gênes                       | Italie      |
|       | Portrait du marin inconnu | vers 1470      | Huile sur noyer 30 × 25 cm                                                                                                  | Museo della Fondazione Mandralisca                                    | Cefalù                      | Italie      |
|       | Ecce homo | 1470           | Tempera et huile sur panneau de peuplier 42,5 × 30,5 cm                                                                     | Metropolitan Museum of Art                                            | New York                    | États-Unis  |
|       | Portrait de jeune homme | vers 1470-1471 | Huile sur bois 27 × 20 cm                                                                                                   | Metropolitan Museum of Art, legs Altman                               | New York                    | États-Unis  |
|       | La Vierge à l'Enfant (Vierge Salting) | vers 1470-1471 | Huile sur bois 43 × 34,5 cm                                                                                                 | National Gallery                                                      | Londres                     | Royaume-Uni |
|       | La Vierge en majesté avec l'Enfant couronnée par deux anges (Polyptyque des Docteurs de l'Église)                                                      | vers 1471-1472 | Huile sur peuplier 114,8 × 54,5 cm                                                                                          | Galerie des Offices                                                   | Florence                    | Italie      |
|       | Saint Jean l'Évangéliste (Polyptyque des Docteurs de l'Église)                                                                                         | vers 1471-1472 | Huile sur peuplier 114,3 × 38,5 cm                                                                                          | Galerie des Offices                                                   | Florence                    | Italie      |
|       | Saint Benoît (Polyptyque des Docteurs de l'Église) | vers 1471-1472 | Huile sur peuplier 105 × 43,5 cm                                                                                            | Castello Sforzesco, Civiche Raccolte d'Arte                           | Florence (2015-2030), Milan | Italie      |
|       | Portrait de jeune homme | vers 1472-1473 | Huile sur bois collé sur panneau de contreplaqué 27,5 × 21 cm                                                               | Musée Thyssen-Bornemisza                                              | Madrid                      | Espagne     |
|       | Saint Jérôme (Panneaux de Palerme) | 1472-1473      | Tempera grasse sur bois transférée sur toile 39 × 41 cm                                                                     | Galleria Regionale della Sicilia di Palazzo Abatellis                 | Palerme                     | Italie      |
|       | Saint Grégoire le Grand (Panneaux de Palerme) | 1472-1473      | Tempera grasse sur bois transférée sur toile 46,5 × 35,5 cm                                                                 | Galleria Regionale della Sicilia di Palazzo Abatellis                 | Palerme                     | Italie      |
|       | Saint Augustin (Panneaux de Palerme) | vers 1472-1473 | Tempera grasse sur bois transférée sur toile 46,5 × 35,5 cm                                                                 | Galleria Regionale della Sicilia di Palazzo Abatellis                 | Palerme                     | Italie      |
|       | Polyptyque de San Gregorio (Vierge en majesté avec l'Enfant, Saint Grégoire et Saint Benoît, en haut Ange de l'Annonciation, Vierge de l'Annonciation) | 1472-1473      | Tempera grasse sur bois, probablement de cerisier 129 × 77 cm, 125 × 65 cm, 125 × 63 cm, 65 × 62 cm, 65 × 55 cm             | Museo Regionale                                                       | Messine                     | Italie      |
|       | Crucifixion (avec la Vierge de douleur et Saint Jean)                                                                                                  | 1473 (?)       | Tempera et huile (?) sur bois 41,9 × 25,4 cm                                                                                | National Gallery                                                      | Londres                     | Royaume-Uni |
|       | Portrait d'homme (autrefois considéré comme un autoportrait)                                                                                           | 1473-1474      | Huile sur peuplier 35,5 × 25,5 cm                                                                                           | National Gallery                                                      | Londres                     | Royaume-Uni |
|       | Portrait de jeune homme | 1473-1474      | Huile sur noyer 31,5 × 26,7 cm                                                                                              | Philadelphia Museum of Art, John G. Johnson collection (Philadelphie) | Philadelphie                | États-Unis  |
|       | Annonciation | 1474           | Huile sur panneau de noyer 180 × 180 cm                                                                                     | Galleria Regionale di Palazzo Bellomo                                 | Syracuse                    | Italie      |
|       | Ecce homo | 1474           | Huile sur bois 36,7 × 28,8 cm                                                                                               | Autrefois au château de Radoszewnica, collection Ostrowski (perdu)    |                             | Pologne     |
|       | Portrait de jeune homme | 1474           | Huile sur peuplier 32 × 26 cm                                                                                               | Staatliche Museen, Gemäldegalerie                                     | Berlin                      | Allemagne   |
|       | Saint Jérôme dans son cabinet d'étude | vers 1475      | Huile sur tilleul 45,7 × 36,2 cm                                                                                            | National Gallery                                                      | Londres                     | Royaume-Uni |
|       | La Crucifixion (Calvaire) | 1475           | Huile sur bois 52,5 × 42,5 cm                                                                                               | Musée Royal des Beaux-Arts                                            | Anvers                      | Belgique    |
|       | Vierge à l'Enfant (Madone Benson) | vers 1475      | Huile sur bois 58,9 × 43,7 cm                                                                                               | National Gallery of Art                                               | Washington)                 | États-Unis  |
|       | Ecce homo | 1473           | Huile sur bois, peut-être de chêne 43 × 32,4 cm                                                                             | Galleria di Collegio Alberoni                                         | Plaisance                   | Italie      |
|       | Portrait d'homme (dit Le Condottiere) | 1475           | Huile sur peuplier 36,4 × 30 cm                                                                                             | Musée du Louvre                                                       | Paris                       | France      |
|       | Portrait d'homme (Michele Vianello?) | 1475-1476      | Tempera et huile sur bois 31 × 25,2 cm                                                                                      | Galerie Borghèse                                                      | Rome                        | Italie      |
|       | Portrait d'homme | vers 1475      | Huile sur bois 31,5 × 26 cm                                                                                                 | Autrefois dans la collection Schwarzenberg (perdu)                    | Vienne                      | Autriche    |
|       | La Vierge à l'Enfant en trône, entre les saints Nicolas de Bari, Lucie, Ursule et Dominique (fragments du retable de San Cassiano)                     | 1475-1476      | Huile sur bois 115 × 65 cm (panneau central), 55,9 × 35 cm (panneau latéral gauche), 56,8 × 35,6 cm (panneau latéral droit) | Kunsthistorisches Museum                                              | Vienne                      | Autriche    |
|       | Christ bénissant (Salvator mundi) | 1475           | Huile sur bois 38,7 × 29,8 cm                                                                                               | National Gallery                                                      | Londres                     | Royaume-Uni |
|       | La Vierge de l'Annonciation | vers 1475-1476 | Tempera et huile sur bois 45 × 34,5 cm                                                                                      | Galleria Regionale della Sicilia du Palais Abatellis                  | Palerme                     | Italie      |
|       | Portrait d'homme (Portrait Trivulzio) | 1476           | Huile sur peuplier 37,4 × 29,5 cm                                                                                           | Museo Civico di Arte Antica                                           | Turin                       | Italie      |
|       | La Vierge de l'Annonciation | 1473-1474      | Huile sur tilleul 42,5 × 32,8 cm                                                                                            | Alte Pinakothek                                                       | Munich                      | Allemagne   |
|       | Pietà avec trois anges ou Christ de douleur | vers 1476-1477 | Huile sur peuplier 115 × 85,5 cm                                                                                            | Museo Correr                                                          | Venise                      | Italie      |
|       | Pietà (Le Christ mort soutenu par un ange ou Christ de douleur)                                                                                        | 1477-1478      | Huile sur panneau de peuplier noir 74 × 51 cm                                                                               | Musée du Prado                                                        | Madrid                      | Espagne     |
|       | Le Christ à la colonne (1475-1479) | vers 1478      | Huile sur bois 29,8 × 21 cm                                                                                                 | Musée du Louvre                                                       | Paris                       | France      |
|       | Portrait de jeune homme | 1476-1477      | huile sur noyer 20,4 × 14,5 cm                                                                                              | Staatliche Museen, Gemäldegalerie                                     | Berlin                      | Allemagne   |
|       | Saint Sébastien | 1478-1479      | Huile sur bois transférée sur toile 171 × 85 cm                                                                             | Staatliche Kunstsammlungen                                            | Dresde                      | Allemagne   |
|       | Dix femmes drapées sur une place (dessin) | 1478 (?)       | Pinceau et encre brune, traits au stylet sur papier 21,2 × 19,1 cm (dimensions maximales)                                   | Musée du Louvre                                                       | Paris                       | France      |

## Œuvres attribuées et contestées
| Tableau | Titre                                                                                  | Date      | Support et technique Dimensions  | Lieu d’exposition                    | Ville      | Pays       |
| ------- | -------------------------------------------------------------------------------------- | --------- | -------------------------------- | ------------------------------------ | ---------- | ---------- |
|         | Vierge de l'Annonciation (attribuée également au Père Joan Reixach et à Jaçomart Baço) | 1445-1450 | Peinture sur bois 57 × 39 cm     | Pinacoteca Civica                    | Côme       | Italie     |
|         | Crucifixion (attribué également à un peintre anonyme valencien)                        | 1445-1450 | Huile sur bois 44 × 32 cm        | Musée Thyssen-Bornemisza             | Madrid     | Espagne    |
|         | Vierge lisant (Madone Forti)                                                           | 1445-1450 | Peinture sur bois 40,5 × 28,5 cm | Collection Mino Forti                | Venise     | Italie     |
|         | Saint Zosime                                                                           | 1450-1455 | Peinture sur bois 200 × 125 cm   | Trésor de la Cathédrale              | Syracuse   | Italie     |
|         | Vierge lisant                                                                          | 1460-1462 | Huile sur bois 43 × 34,5 cm      | Walters Art Gallery                  | Baltimore  | États-Unis |
|         | Portrait de jeune homme                                                                | 1476-1477 | Huile sur bois 33 × 25 cm        | National Gallery of Art, legs Mellon | Washington | États-Unis |